# Осока притуплённая
Осо́ка притуплённая (лат. Carex obtusata) — многолетнее травянистое растение, вид рода Осока (Carex) семейства Осоковые (Cyperaceae).

## Ботаническое описание

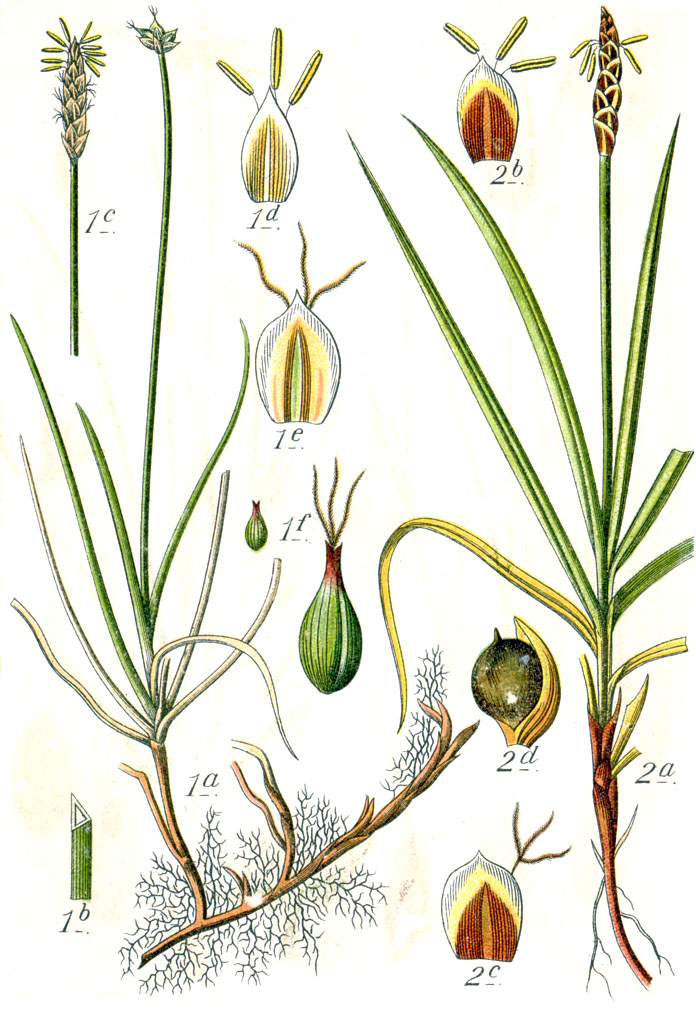
1 — Carex obtusata

Растение с длинно-ползучим корневищем, как и основание стебля, покрытое пурпуровыми и пурпурово-бурыми чешуевидными влагалищами.
Стебли кверху могут быть шероховатыми, 6—35 см высотой.
Листья 1,5—2 мм шириной, сизоватые, короче стебля, по краю шероховатые и несколько завёрнутые вниз.
Колосок андрогинный, густой, 0,5—2 см длиной, с хорошо развитыми тычиночной и пестичной частями, последняя несёт (1)3—10(15) под конец растопыренных мешочков. Кроющие чешуи яйцевидные, острые, ржавые, с широким перепончатым краем, при плодах не опадающие. Мешочки почти округлые в поперечном сечении, яйцевидные или широкояйцевидные, кожистые, блестящие, 2,5—3,5 мм длиной, с клиновидно округляющимся основанием, зрелые сильно отклонённые от оси колоска, с жилками, с коротким цельным носиком, жёлто-бурые, под конец чёрно-бурые, лоснящиеся. Рылец 3.
Плод яйцевидный, при основании с осевым придатком, равным ему по длине. Плодоносит в мае—июне.
Число хромосом 2n=52.
Вид описан из Швеции.

## Распространение и экология
Северная Европа: Швеция (крайний юг); Центральная Европа: восточная часть; Арктическая часть России: восток Большеземельской тундры (Воркута), низовья Енисея (Хантайка), низовья Лены (Чекуровка), район Чаунской губы, остров Врангеля; Европейская часть России: Московская область, бассейн Пинеги, Двино-Печорский район (очень редко), окрестности Серпухова, Тульская область, Орловская область, Липецкая область (Плющань на Дону, Галичья гора и Липецкий район); Средний и Южный Урал; Украина: Карпаты (окрестности Львова и посёлка Броды), Подолия; Кавказ: гора Гузерипль и верховья Кубани, река Баксан и верховья Терека, Дагестан, Аджария, Бакуриани, бассейн Севана; Западная Сибирь: южная половина, Алтай; Казахстан: Кентау, Казахский мелкосопочник, Заилийский Алатау (хребет Турайгыр); Восточная Азия: бассейн верхнего течения Енисея, окрестности Туруханска, горы Балюна, Прибайкалье, Центральная Якутия, Верхояно-Колымская горная страна; Дальний Восток: Амуро-Зейское плато, Приморье; Центральная Азия: Северная Монголия; Восточная Азия: Северо-Восточный Китай; Северная Америка: запад от Аляски до южной оконечности Скалистых гор, арктическая часть Аляски, крайняя западная часть арктического побережья Канады.
Растёт на сухих травянистых мелкоземистых и щебнисто-мелкоземистых склонах, суходольных и остепнённых лугах, в сухих светлых лесах, на опушках и полянах; на равнине и в горах, до альпийского пояса.

## Значение и применение
В Верхоянском районе Якутии хорошо поедается на пастбище крупным рогатым скотом и лошадьми, где считается одним из основных пастбищных растений.